# Bread and Roses
(Frase emblematica del film, pronunciata da Sam, che riecheggia lo slogan di uno sciopero dei lavoratori tessili del 1912)
Bread and Roses (in Italia noto anche come Il pane e le rose) è un film del 2000 diretto da Ken Loach.
È considerato il primo film americano di Ken Loach, ma più precisamente è il suo primo film statunitense, in quanto l'America Latina era già apparsa nei suoi lavori. Il tema della precarietà del lavoro - già affrontato in Riff Raff - qui si inserisce su quello dell'emigrazione clandestina e della dignità umana, nella migliore tradizione del regista britannico che in questa pellicola dà spazio anche a momenti di pura commedia.
Fu presentato in concorso al 53º Festival di Cannes.

## Trama
Maya, affidatasi ai coyote ("contrabbandieri" di clandestini), passa la frontiera tra Stati Uniti e Messico per raggiungere la sorella Rosa, già stabilitasi da tempo a Los Angeles. Questa lavora come donna delle pulizie in uno dei grattacieli più importanti in città e mantiene l'intera famiglia, essendo il marito malato. Siccome Rosa non è riuscita a raccogliere la somma prevista dai contrabbandieri, questi sequestrano Maya, che riesce con l'inganno a fuggire.
Dopo aver provato, senza successo, a lavorare come cameriera, Maya convince Rosa a farla assumere nella stessa impresa di pulizie per cui lavora. Il lavoro è precario e privo di qualsiasi tutela. È sufficiente risultare sgraditi al capo o arrivare in ritardo per ritrovarsi licenziati senza troppe cerimonie. I lavoratori, tra i quali vi sono persone anziane, ragazze madri e immigrati di tutte le nazionalità, restano per lo più passivi di fronte alle vessazioni determinando una reazione in Maya che entra in contrasto con la sorella.
A far precipitare la situazione è Sam, un giovane sindacalista che, proprio grazie a Maya, riesce a organizzare un'assemblea dei dipendenti dell'impresa di pulizie per poter ottenere condizioni di lavoro migliori e salari più elevati, simili a quelli di altre imprese analoghe. L'impresa, saputo dell'assemblea, licenzia alcuni dipendenti e minaccia ritorsioni verso gli altri.
Ciò nonostante l'assemblea riesce ad organizzare una manifestazione che incontra l'interesse dei mass media e l'impresa di pulizie è costretta a cedere alle rivendicazioni dei dipendenti. Maya però non riesce a festeggiare con i suoi colleghi, poiché viene arrestata ed espulsa con l'accusa di furto.

## Produzione
Pane e rose (traduzione di Bread and Roses) è uno slogan adottato in varie epoche ed occasioni dagli operai in sciopero ed ha origine da una frase di un discorso della leader femminista Rose Schneiderman che ispirò poi una poesia di James Oppenheim pubblicata nel 1911, intitolata appunto Bread and Roses.
Nel film il movimento si serve di un party hollywoodiano per ottenere risonanza mediatica. Molte le star del cinema presenti, nessuna delle quali accreditata, che appaiono anche solo di sfuggita, tra questi: Tim Roth, Ron Perlman, William Atherton, Vanessa Angel, Benicio del Toro, Oded Fehr, Chris Penn, Robin Tunney e Stephanie Zimbalist.